# Єфремова Людмила Олександрівна
Людми́ла Олекса́ндрівна Єфре́мова (*19 серпня 1953, м. Прокоп'євськ, Кемеровська область, РСФСР, СРСР) — українська фольклористка, етномузикологиня, дослідниця творчості М. В. Лисенка, а також українських народних пісень; провідний науковий співробітник Інституту мистецтвознавства, фольклористики та етнології ім. М. Т. Рильського НАН України, Доктор мистецтвознавства (Музичне мистецтво, 2012).

## З біографії
Народилась у місті Прокоп'євську Кемеровської області (Росія).
Закінчила музичну школу № 1 в місті Горлівці в 1970 році, потому Артемівське державне училище Донецької області (1974).
У 1979 році — Одеську консерваторію ім. А. В. Нежданової (кл. Г. Вірановського) та аспірантуру при ІМФЕ АН УРСР (1982, кер. О. Правдюк).
12.03.2008
Старший науковий співробітник ;
17.02.2002
Доктор мистецтвознавства, спеціальність: Музичне мистецтво;
21.10.1982
Кандидат мистецтвознавства, спеціальність: Музичне мистецтво;
з 01.04.2016
Провідний науковий співробітник, Відділ музикознавства та етномузикології, Інститут мистецтвознавства, фольклористики та етнології ім. М. Т. Рильського;
з 01.11.2010 по 31.03.2016
Провідний науковий співробітник, Відділ фольклористики, Інститут мистецтвознавства, фольклористики та етнології ім. М. Т. Рильського;